# Breakup Song
Breakup Song è l'undicesimo album in studio del gruppo musicale statunitense Deerhoof, pubblicato nel 2012.

## Tracce
1. Breakup Songs – 2:03
2. There's That Grin – 3:19
3. Bad Kids to the Front – 2:33
4. Zero Seconds Pause – 2:51
5. Mothball the Fleet – 3:15
6. Flower – 2:22
7. To Fly or Not to Fly – 1:45
8. The Trouble with Candyhands – 3:04
9. We Do Parties – 3:02
10. Mario's Flaming Whiskers III – 2:31
11. Fête d'Adieu – 3:16